# Andechy
Andechy est une commune française située dans le département de la Somme, en région Hauts-de-France.

## Géographie

### Localisation
Andechy est un village picard de l'Amiénois et de la région naturelle du Santerre.
À vol d'oiseau, la localité est située à 6 km à l'ouest de Roye, 13 km au nord-est de Montdidier, 34 km au nord de Compiègne, 36 km au sud-est d'Amiens et à 44 km au sud-ouest de Saint-Quentin.
Le territoire de la commune est limitrophe de ceux de sept communes.
Les communes limitrophes sont  Damery, Erches, Guerbigny, L'Échelle-Saint-Aurin, Marquivillers, Parvillers-le-Quesnoy et Villers-lès-Roye.

### Hydrographie

#### Réseau hydrographique
La commune est située dans le bassin Artois-Picardie. Elle est drainée par l'Avre et l'Échelle-Saint-Aurin,.
L'Avre, d'une longueur de 66 km, prend sa source dans la commune de Amy, à 81 m d'altitude, et se jette  dans la Somme à Longueau, à 24 m d'altitude, après avoir traversé 31 communes. Les caractéristiques hydrologiques de l'Avre sont données par la station hydrologique située sur la commune. Le débit moyen mensuel est de 0,45 m3/s. Le débit moyen journalier maximum est de 3,11 m3/s, atteint lors de la crue du 10 juillet 2001. Le débit instantané maximal est quant à lui de 3,16 m3/s, atteint le même jour.

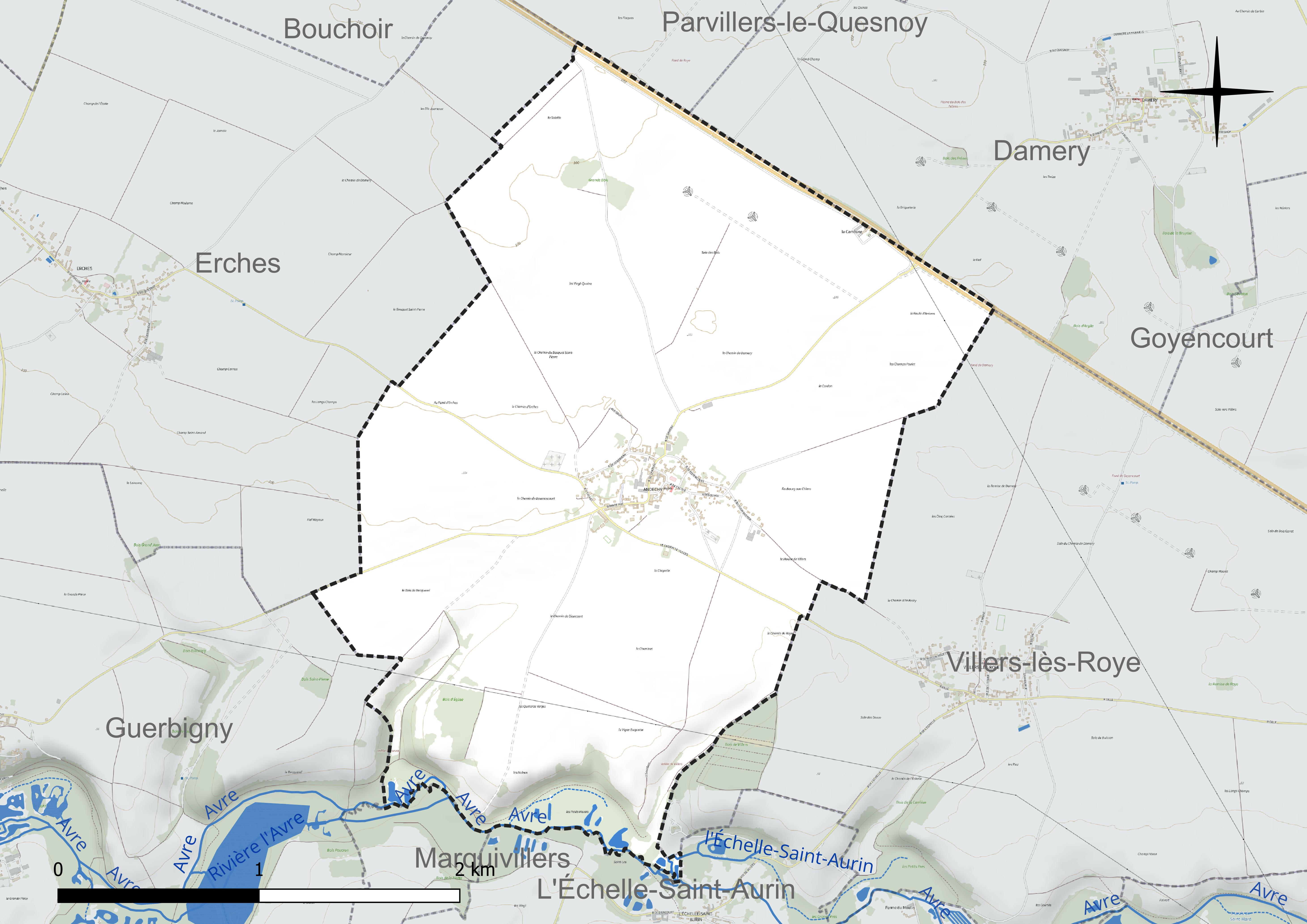
Réseau hydrographique d'Andechy.

#### Gestion et qualité des eaux
Le territoire communal est couvert par le schéma d'aménagement et de gestion des eaux (SAGE) « Somme aval et Cours d'eau côtiers ». Ce document de planification concerne un territoire de 1 835 km2 de superficie, délimité par le bassin versant de la Somme canalisée. Le périmètre a été arrêté le 29 avril 2010 et le SAGE proprement dit a été approuvé le 6 août 2019. La structure porteuse de l'élaboration et de la mise en œuvre est le syndicat mixte d'aménagement hydraulique du bassin versant de la Somme (AMEVA).
La qualité des cours d'eau peut être consultée sur un site dédié géré par les agences de l'eau et l'Agence française pour la biodiversité.

### Climat
Pour des articles plus généraux, voir Climat des Hauts-de-France et Climat de la Somme.
En 2010, le climat de la commune est de type climat océanique dégradé des plaines du Centre et du Nord, selon une étude du CNRS s'appuyant sur une série de données couvrant la période 1971-2000. En 2020, Météo-France publie une typologie des climats de la France métropolitaine dans laquelle la commune est exposée à un climat océanique et est dans la région climatique Nord-est du bassin Parisien, caractérisée par un ensoleillement médiocre, une pluviométrie moyenne régulièrement répartie au cours de l'année et un hiver froid (3 °C).
Pour la période 1971-2000, la température annuelle moyenne est de 10,3 °C, avec une amplitude thermique annuelle de 14,6 °C. Le cumul annuel moyen de précipitations est de 720 mm, avec 11,4 jours de précipitations en janvier et 8,5 jours en juillet. Pour la période 1991-2020, la température moyenne annuelle observée sur la station météorologique la plus proche, située sur la commune de Rouvroy-en-Santerre à 6 km à vol d'oiseau, est de 10,8 °C et le cumul annuel moyen de précipitations est de 635,8 mm,. Pour l'avenir, les paramètres climatiques de la commune estimés pour 2050 selon différents scénarios d'émission de gaz à effet de serre sont consultables sur un site dédié publié par Météo-France en novembre 2022.

## Urbanisme

### Typologie
Au 1er janvier 2024, Andechy est catégorisée commune rurale à habitat dispersé, selon la nouvelle grille communale de densité à sept niveaux définie par l'Insee en 2022.
Elle est située hors unité urbaine. Par ailleurs la commune fait partie de l'aire d'attraction de Roye, dont elle est une commune de la couronne,. Cette aire, qui regroupe 35 communes, est catégorisée dans les aires de moins de 50 000 habitants,.

### Occupation des sols
L'occupation des sols de la commune, telle qu'elle ressort de la base de données européenne d'occupation biophysique des sols Corine Land Cover (CLC), est marquée par l'importance des territoires agricoles (87,7 % en 2018), une proportion identique à celle de 1990 (87,7 %). La répartition détaillée en 2018 est la suivante : terres arables (86,5 %), forêts (6,7 %), zones urbanisées (5,5 %), zones agricoles hétérogènes (1,2 %). L'évolution de l'occupation des sols de la commune et de ses infrastructures peut être observée sur les différentes représentations cartographiques du territoire : la carte de Cassini (XVIIIe siècle), la carte d'état-major (1820-1866) et les cartes ou photos aériennes de l'IGN pour la période actuelle (1950 à aujourd'hui).

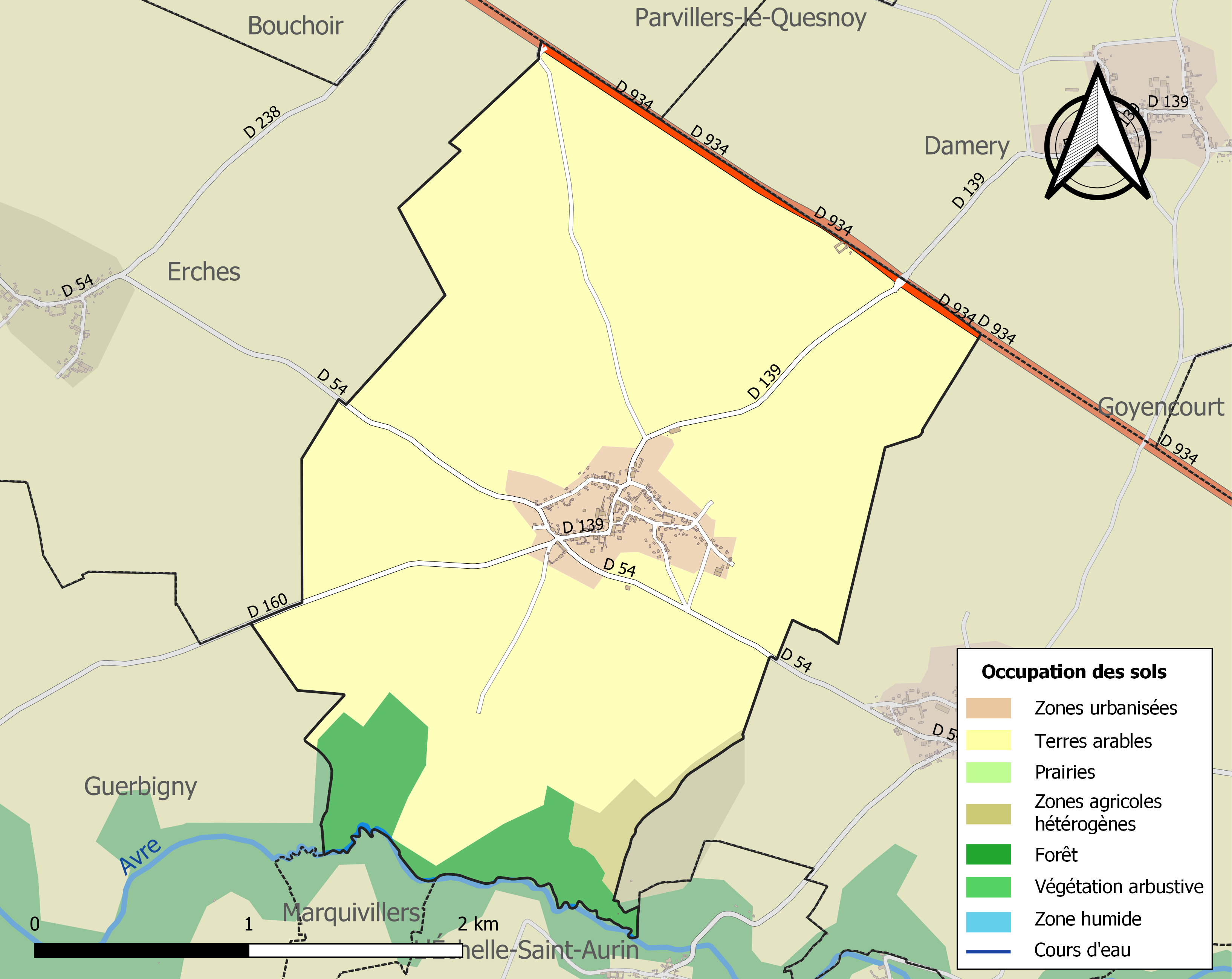
Carte des infrastructures et de l'occupation des sols de la commune en 2018 (CLC).

## Toponymie
Le nom de la localité est attesté sous les formes Annechy en 1146 ; Andechia en 1184 ; Andechi en 1190 ; Andeci en 1225 ; Enchi en 1260 ; Andechy en 1301 ; Andecy en 1567 ; Anchy  en 1567 ; Anthecy en 1642 ; Andechies en 1733.
Andchy en picard.

## Histoire
Des traces d'habitat gallo-romain et mérovingien ont été retrouvées dans le village.
Le village fut incendié par les Espagnols en 1653 pendant la Fronde, à nouveau en 1764 et détruit lors de la Première Guerre mondiale. L'église, dont le clocher présentait la particularité de posséder une horloge excentrée, dut être remplacée.

## Politique et administration
| Période                                  | Période  | Identité             | Étiquette | Qualité                                                       |
| ---------------------------------------- | -------- | -------------------- | --------- | ------------------------------------------------------------- |
| Les données manquantes sont à compléter. |          |                      |           |                                                               |
| mars 2001                                | 2008     | Jean Alluard         |           | ébéniste                                                      |
| mars 2008                                | 2014     | Régis Alluard        |           | retraité                                                      |
| 2014                                     | En cours | Sébastien Carpentier |           | éducateur spécialisé-menuisier Réélu pour le mandat 2020-2026 |

## Démographie
L'évolution du nombre d'habitants est connue à travers les recensements de la population effectués dans la commune depuis 1793. Pour les communes de moins de 10 000 habitants, une enquête de recensement portant sur toute la population est réalisée tous les cinq ans, les populations de référence des années intermédiaires étant quant à elles estimées par interpolation ou extrapolation. Pour la commune, le premier recensement exhaustif entrant dans le cadre du nouveau dispositif a été réalisé en 2004.

En 2022, la commune comptait 285 habitants, en évolution de +8,78 % par rapport à 2016 (Somme : −1,26 %, France hors Mayotte : +2,11 %).
| 1793 | 1800 | 1806 | 1821 | 1831 | 1836 | 1841 | 1846 | 1851 |
| ---- | ---- | ---- | ---- | ---- | ---- | ---- | ---- | ---- |
| 480  | 471  | 532  | 509  | 547  | 534  | 515  | 527  | 493  |

| 1856 | 1861 | 1866 | 1872 | 1876 | 1881 | 1886 | 1891 | 1896 |
| ---- | ---- | ---- | ---- | ---- | ---- | ---- | ---- | ---- |
| 487  | 461  | 446  | 437  | 389  | 390  | 365  | 365  | 364  |

| 1901 | 1906 | 1911 | 1921 | 1926 | 1931 | 1936 | 1946 | 1954 |
| ---- | ---- | ---- | ---- | ---- | ---- | ---- | ---- | ---- |
| 350  | 392  | 364  | 241  | 252  | 252  | 233  | 224  | 225  |

| 1962 | 1968 | 1975 | 1982 | 1990 | 1999 | 2004 | 2006 | 2009 |
| ---- | ---- | ---- | ---- | ---- | ---- | ---- | ---- | ---- |
| 199  | 186  | 151  | 173  | 211  | 212  | 229  | 237  | 260  |

| 2014 | 2019 | 2022 | - | - | - | - | - | - |
| ---- | ---- | ---- | - | - | - | - | - | - |
| 257  | 279  | 285  | - | - | - | - | - | - |

## Culture locale et patrimoine

### Lieux et monuments

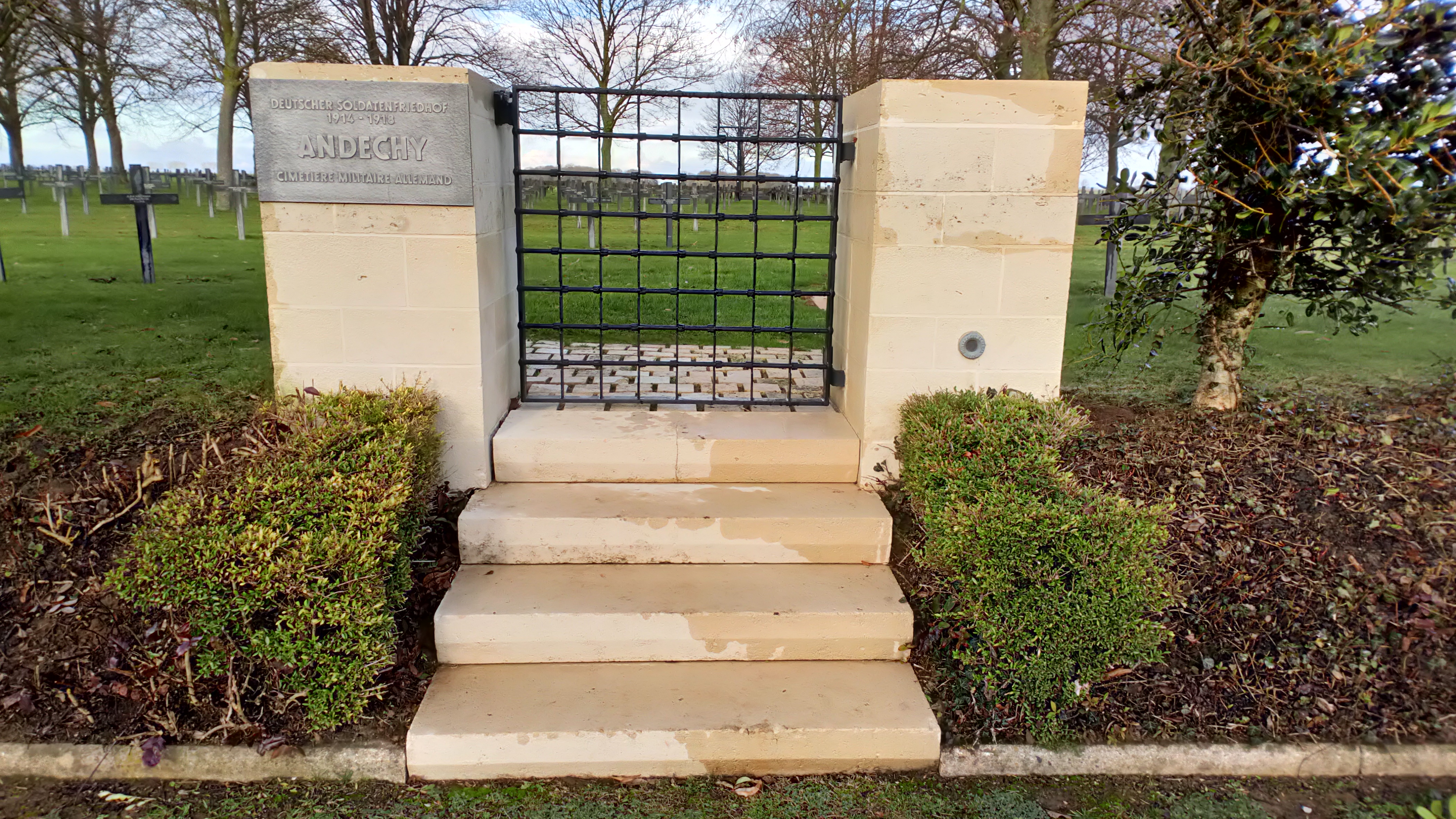
Cimetière militaire allemand.

- Église Saint-Pierre, construite au XXe siècle, remplaçant l'édifice du XVIe siècle.
- Cimetière militaire allemand de la Première Guerre mondiale.
- Vallée de l'Avre et point de vue.
- Oratoire de 1968, renfermant une piéta de pierre. Il est situé sur l'emplacement d'un édifice plus ancien, détruit par la Première Guerre mondiale[31].

## Pour approfondir